# Grisoner
Grisoner (Galictis) är ett släkte rovdjur i familjen mårddjur som förekommer i Central- och Sydamerika. Släktet består av de två arterna grison (Galictis vittata) och liten grison (Galictis cuja).

## Utseende
Grisoner kännetecknas av en kontrastrik pälsfärg. Ansiktet, bröstet, buken och extremiteterna är svarta. Djurets rygg, samt svansen och kroppens sidor, är hos arten grison grå och hos arten liten grison gulgrå. Mellan dessa regioner finns ett vitt streck som går från pannan till skuldran. Som de flesta mårddjur har de en långsträckt kropp med korta extremiteter. Arten grison når en kroppslängd av 48 till 55 cm och en vikt mellan 1,4 och 3,3 kg. Hos arten liten grison är kroppen 28 till 50 cm lång och vikten ligger mellan 1,0 och 2,5 kg. Svansen är hos bägge arter ungefär 15 cm lång.

## Utbredning och habitat
Arten grison förekommer från Mexiko till sydöstra Brasilien och arten liten grison finns bara i mellersta och södra Sydamerika (från södra Peru till Argentina). Grisoner lever i regnskogar och andra skogar samt i öppen terräng som gräsmarker. Den lilla grisonen finns även i bergsregioner.

## Levnadssätt
Grisoner kan vara aktiva både på dagen och på natten men oftast ser man dem vid gryningen. För att vila gömmer sig grisoner under rötter, i bergssprickor, i håligheter i träd eller i bon från andra djur. Möjligtvis skapar de även egna bon. Dessa djur förflyttar sig snabbt och har bra förmåga att klättra och simma. De vistas såväl på marken som i träd. Vad beträffar arternas sociala beteende liknar det illrars. Huvudsakligen jagar de ensamma, men ibland påträffas mindre grupper bestående av två individer eller en familj.
Grisoner är allätare som livnär sig huvudsakligen av små däggdjur. Till bytesdjuren räknas bland annat möss, agutier, chinchillor och viscacha. Dessutom äter de fåglar, reptiler, ryggradslösa djur och frukter.
Litet är känt om hur grisoner fortplantar sig. Dräktigheten ligger vid omkring 40 dagar och en kull består av två till fyra ungar.

## Grisoner och människor
På vissa ställen i Sydamerika blir grisoner tämjda så att de liksom tamiller kan användas för jakt på gnagare. Beståndet av bägge arter är jämförelsevis stor och de räknas inte till de hotade arterna.